# Gnathochorisis novaeangliae
Gnathochorisis novaeangliae là một loài tò vò trong họ Ichneumonidae.